# جوئل مال
جوئل مال (انگلیسی: Joël Mall؛ زادهٔ ۵ آوریل ۱۹۹۱) بازیکن فوتبال اهل سوئیس است.
از باشگاه‌هایی که در آن بازی کرده‌است می‌توان به باشگاه فوتبال ارو و باشگاه فوتبال گراس‌هاپر زوریخ اشاره کرد.
وی همچنین در تیم ملی فوتبال زیر ۲۰ سال سوئیس بازی کرده‌است.